# La Barrière fleurie
La Barrière fleurie – ou La Barrière fleurie, Le Pouldu – est un tableau réalisé par le peintre français Paul Sérusier en 1889. De format vertical, cette huile sur toile est une scène de genre qui représente deux femmes bretonnes en conversation de part et d'autre d'une barrière, près de blocs rocheux et d'un massif de fleurs. Achetée en 1980, l'œuvre est conservée au musée d'Orsay, à Paris.
La scène représentée se déroule au Pouldu, un village côtier de la commune de Clohars-Carnoët, dans le Finistère. La même clôture apparaît dans le tableau de Paul Gauguin intitulé La Barrière, qui se trouve à présent à la Kunsthaus de Zurich, en Suisse.

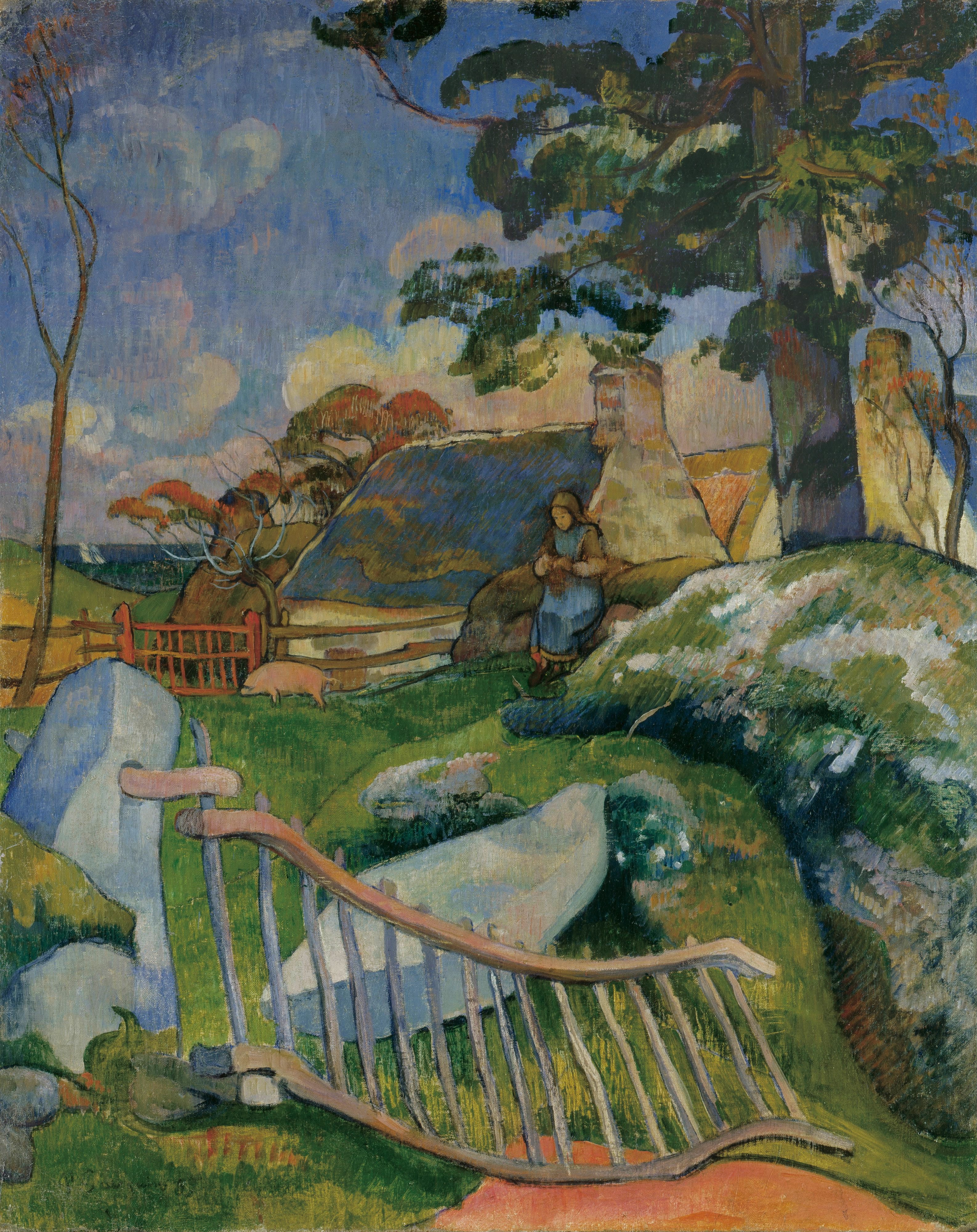
Paul Gauguin, La Barrière, 1889 – Kunsthaus de Zurich, Zurich.
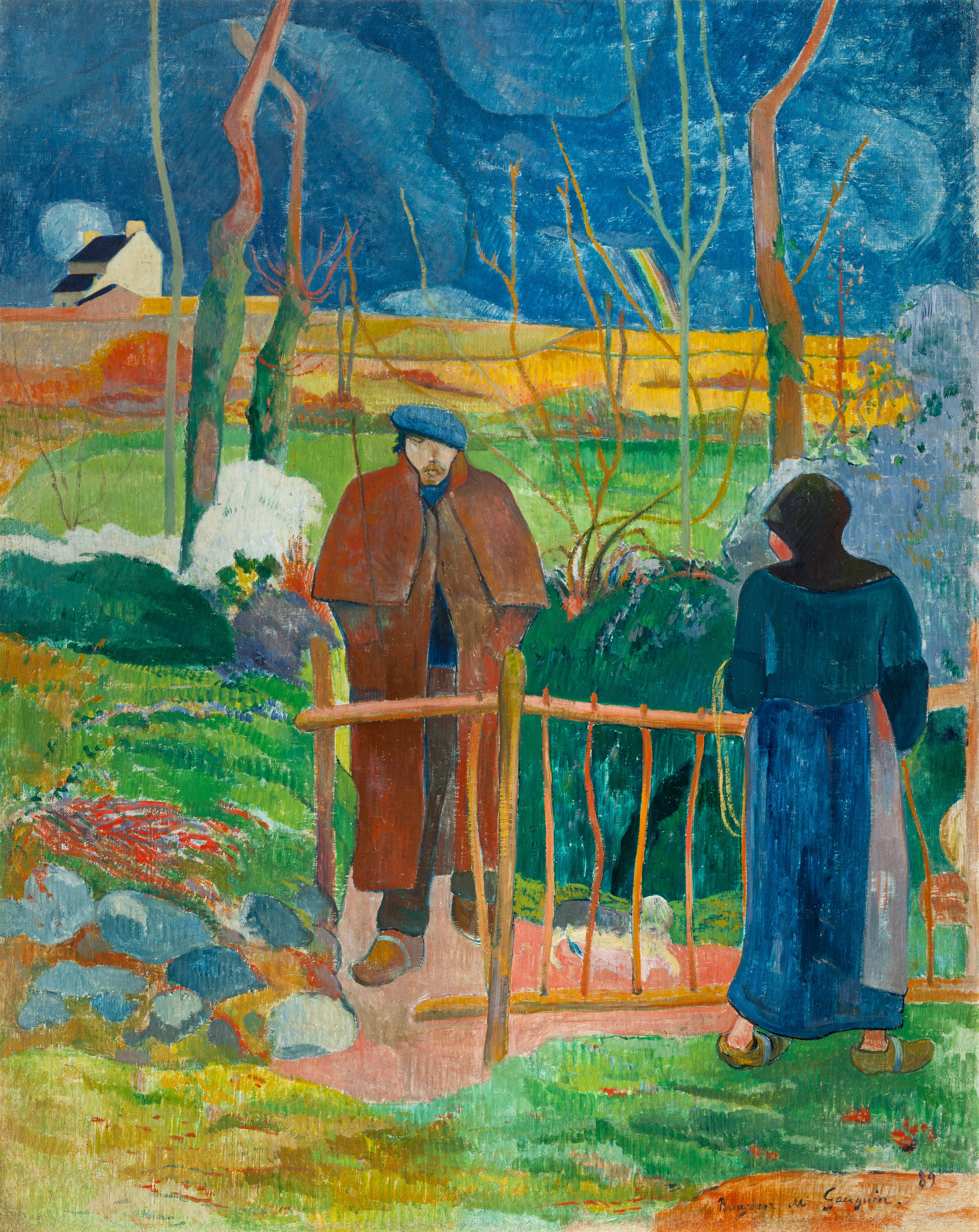
Paul Gauguin, Bonjour Monsieur Gauguin, 1889 – Galerie nationale de Prague, Prague.